# Estela Navascués
Estela Navascués Parra (Tudela, 3 de febrero de 1981) es una corredora de fondo española especializada en maratón. Ha sido campeona de España de maratón en 2014, de 10 000 metros (2010) y de 10 km en ruta (2011).

## Carrera
Comenzó su carrera deportiva en el atletismo en 1997, pasando a competir en competiciones internacionales en 2010. Como maratonista, a lo largo de su carrera ha participado en diversas maratones, destacando las de Sevilla, la Behobia-San Sebastián, Valencia, Frankfurt o Róterdam; así como en las medias maratones de Cantalejo, Soria, Oporto, Getafe, Valencia, Santa Pola, Madrid o Puerto de Sagunto.
En 2011 participó en el Campeonato Europeo de Campo a Través que tuvo lugar en la ciudad eslovena de Velenje, donde compitió en la marcha de campo de 8 kilómetros, distancia que recorrió en 28 minutos y 19 segundos, que le valió el 46.º puesto.
En 2016 participó en la media maratón del Campeonato Europeo de Atletismo que se celebró en Ámsterdam, donde acabó en el quincuagésimo sexto puesto, con un registro de una hora, 17 minutos y 16 segundos. Poco después, en la maratón femenino de la cita olímpica de Río, Navascués no pudo concluir la prueba, al igual que Sandra Aguilar. Consiguió pasar el kilómetro 23 de la prueba olímpica, antes de tener que retirarse a consecuencia de un "golpe de calor". De las tres maratonistas españolas en la competición sólo Azucena Díaz pudo concluir la prueba, quedando en un trigésimo cuarto puesto.
Se retiró del atletismo temporalmente en 2017 al dar a luz a su hija. Reside en Soria, donde ha mantenido su actividad deportiva.
A comienzos de 2020, tras la disputa del Campeonato Español de Medio Maratón en el Puerto de Sagunto, donde acabó octava, la deportista tudelana renunció a estar en la cita olímpica de Tokio 2020, llegando a desistir de correr la maratón de Sevilla y buscar la marca mínima para clasificarse. No obstante, el aplazamiento de los juegos olímpicos a consecuencia de la pandemia por el coronavirus hasta 2021 trastocó los planes de miles de deportistas que tenían en el punto de vista competir en el verano de ese año. El retraso de Tokio permitió a Navascués revisar su situación y repensar sus opciones de poder clasificarse para la maratón a finales de año, en la prueba maratoniana de Valencia.

## Resultados

### Por temporada
| Representando a España | Representando a España               | Representando a España | Representando a España | Representando a España | Representando a España |
| ---------------------- | ------------------------------------ | ---------------------- | ---------------------- | ---------------------- | ---------------------- |
| Año                    | Competición                          | Lugar                  | Puesto                 | Modalidad              | Marca                  |
| 2011                   | Campeonato Europeo de Campo a Través | Velenje                | 46ª                    | 8 km.                  | 28:19 m.               |
| 2016                   | Campeonato Europeo de Atletismo      | Ámsterdam              | 56.ª                   | Media maratón          | 1:17:16 h.             |
| 2016                   | Juegos Olímpicos                     | Río de Janeiro         | -                      | Maratón                | DNF                    |
| 2020                   | Campeonato Español de Medio Maratón  | Puerto de Sagunto      | 8ª                     | Media maratón          | 1:16:09 h.             |

### Mejores marcas
| Disciplina    | Marca       | Lugar         | Fecha                   |
| ------------- | ----------- | ------------- | ----------------------- |
| 3000 metros   | 9:34.27 m.  | Barcelona     | 3 de agosto de 2010     |
| 5000 metros   | 15:54.59 m. | Avilés        | 18 de julio de 2010     |
| 10000 metros  | 33:10.68 m. | Pontevedra    | 2 de abril de 2011      |
| 10 kilómetros | 34:02 min.  | Camargo       | 16 de abril de 2011     |
| 15 kilómetros | 56:05 min.  | Bilbao        | 25 de noviembre de 2018 |
| Media maratón | 1:14:13 h.  | Getafe        | 31 de enero de 2016     |
| Maratón       | 2:32:38 h.  | San Sebastián | 24 de noviembre de 2013 |